# Microlophus yanezi
Microlophus yanezi är en ödleart som beskrevs av  Juan Carlos Ortiz Zapata 1980. Microlophus yanezi ingår i släktet Microlophus och familjen Tropiduridae. Arten finns i Valle de Lluta och Poconchile Tarapaca i den chilenska Atacamaöknen. IUCN kategoriserar arten globalt som otillräckligt studerad.
Inga underarter finns listade i Catalogue of Life.